# Pedilochilus brachiatus
Pedilochilus brachiatus är en orkidéart som beskrevs av Rudolf Schlechter. Pedilochilus brachiatus ingår i släktet Pedilochilus och familjen orkidéer. Inga underarter finns listade i Catalogue of Life.